# Bantu Education Act
Il Bantu Education Act, 1953 (Legge sull'Educazione Bantu - Act N. 47 del 1953; successivamente rinominato Black Education Act, 1953 - Legge sull'Educazione Nera) fu una norma sudafricana segregazionista che legalizzò differenti aspetti del sistema dell'apartheid. La sua norma principale rafforzava la separazione razziale delle strutture scolastiche. Anche le università furono rese tribali, e tutte, tranne tre scuole missionarie, scelsero di chiudere nel momento in cui il governo non fornì più alcun supporto finanziario alle loro scuole. Pochissime autorità continuarono ad utilizzare propri fondi finanziari al fine di supportare l'educazione per i nativi africani. 
Nel 1959 questo tipo di educazione fu esteso alle università e ai college per "non bianchi" con l'Extension of University Education Act, e l'internazionalmente prestigiosa University College of Fort Hare fu chiusa dal governo e degradata a parte del sistema di educazione bantu. 
È stato spesso discusso se tale politica di educazione bantu fosse destinata ad introdurre i giovani neri e "non bianchi" al mercato del lavoro meno specializzato sebbene Hendrik Verwoed, l'allora Ministro per gli affari dei nativi africani, affermasse che lo scopo era quello di risolvere i "problemi etnici" del Sud Africa creando unità economiche e politiche complementari per differenti gruppi etnici.
Le allora autorità nazionali spesso sono accusate di aver valutato l'educazione come elemento centrale nelle loro intenzioni di una eventuale separazione del Sud Africa dai Bantustan. L'allora Ministro degli affari dei nativi africani, Hendrik Verwoerd, dichiarò che:
"Non c'è posto per [i bantu] nella comunità europea sopra il livello di certe forme di lavoro... Che senso hal'insegnamento della matematica ai bambini bantu quando non può essere poi utilizzata nella pratica?"
La scissione educativa di cui sopra è stata la peggiore calamità del tempo per i nativi. Le loro scuole insegnavano loro ad essere servitori degli afrikaner del tempo.
L'introduzione dell'educazione per i bantu ha portato ad un aumento sostanziale dei finanziamenti pubblici alle istituzioni di apprendimento per i neri africani, ma non teneva il passo con l'aumento della popolazione.
La legge obbligava gli istituti a porsi sotto il controllo diretto dello Stato. Il National Party aveva ora il potere di assumere e formare gli insegnanti come meglio credeva. Gli stipendi degli insegnanti neri nel 1953 erano estremamente bassi e portò ad un drastico calo di insegnanti nella formazione. Solo un terzo degli insegnanti neri erano qualificati.
Le scuole riservate ai bambini bianchi del paese erano secondo gli standard occidentali e l'educazione era sia obbligatoria sia gratuita. Il 30% delle scuole nere non avevano elettricità, il 25% acqua potabile  e meno della metà aveva un sistema idraulico. L'educazione per i neri, indiani e meticci non era gratuita.
Negli anni '70 la spesa pro capite per l'istruzione per i neri era un decimo della spesa del bilancio rispetto all'insegnamento destinato ai bianchi.
Nel 1976 l'Afrikaans Medium Decree del 1974, che costrinse tutte le scuole nere ad utilizzare sia l'afrikaans sia l'inglese come lingue di istruzione iniziando con l'ultimo anno della scuola primaria, portò alla Rivolta di Soweto in cui più di 575 persone perirono e almeno 134 di questi era di età inferiore ai diciotto anni.
L'atto fu abrogato nel 1979 dall'Education and Training Act, 1979, che continuò il sistema di istruzione sulla base della segregazione razziale. La segregazione divenne incostituzionale dopo l'introduzione della Costituzione provvisoria nel 1994, e la maggior parte delle norme della legge sull'istruzione e la formazione sono state abrogate dal South African Schools Act, 1996.